# Грихальва
Гриха́льва (Ри́о-Гра́нде-де-Чья́па, Мескала́па; устар. Табаско, Рио-Чиапас, Рио-Табаско, Рио-Грихальва, Рио-Бланко; исп. Río Grijalva) — река в штатах Чьяпас и Табаско на юго-востоке Мексики, верховья в Гватемале. Судоходна до города Вилья-Эрмоса.
Длина реки составляет 650 км или, по другим данным, 766 км. Площадь бассейна — 52 182 км². Средний расход воды в устье — 1680 м³/с.
Грихальва начинается в горах Сьерра-Мадре-де-Чьяпас. В верхней половине течёт преимущественно на северо-запад. В среднем течении на Грихальве устроено крупное водохранилище Нецауалькойотль. В низовье пересекает низменность Табаско и впадает в залив Кампече на юге Мексиканского залива.
Названа в честь испанского конкистадора Хуана де Грихальвы, который посетил этот район в 1518 году.